# Felipe Caicedo
Felipe Caicedo, född 5 september 1988 i Guayaquil i Ecuador, är en fotbollsspelare som spelar för saudiska Abha. Han har även representerat Ecuadors landslag.

## Karriär
Den 15 juli 2014 skrev Caicedo på ett tvåårskontrakt med spanska Espanyol. Från 2014 till 2017 spelade han för Espanyol.
Den 2 augusti 2017 värvades Caicedo av Lazio. Den 31 augusti 2021 värvades han av Genoa. Den 29 januari 2022 lånades Caicedo ut till Inter på ett låneavtal över resten av säsongen 2021/2022.
Den 28 augusti 2022 värvades Caicedo av saudiska Abha, där han skrev på ett ettårskontrakt.